# Laporte (Pennsylvania)
Laporte è un comune (borough) degli Stati Uniti d'America, situato nello stato della Pennsylvania, nella contea di Sullivan, della quale è il capoluogo.